# Hiëronymieten (OSH)

Wapenschild van de orde

De hiëronymieten of voluit de Orde van de Heilige Hiëronymus (Latijn: Ordo Sancti Hieronymi, O.S.H.) is een katholieke kloosterorde verschenen in de 14e eeuw. De contemplatieve orde, gewijd aan Hiëronymus van Stridon en Paula van Rome, neemt de regel van Augustinus in acht, met inbegrip van de clausuur. De orde is op 18 oktober 1373 goedgekeurd door paus Gregorius XI. Ze is voornamelijk geïnstalleerd in het Iberisch schiereiland, waar ze sterke banden heeft gehad met de vorstenhuizen van Spanje en Portugal. De mannenkloosters werden in 1835 door de Spaanse overheid opgeheven. In 1925 werd de mannelijke tak door de paus hersteld, wat pas in 1969 effectief gevolg kreeg. Tegenwoordig telt de orde nog steeds vooral nonnenkloosters.

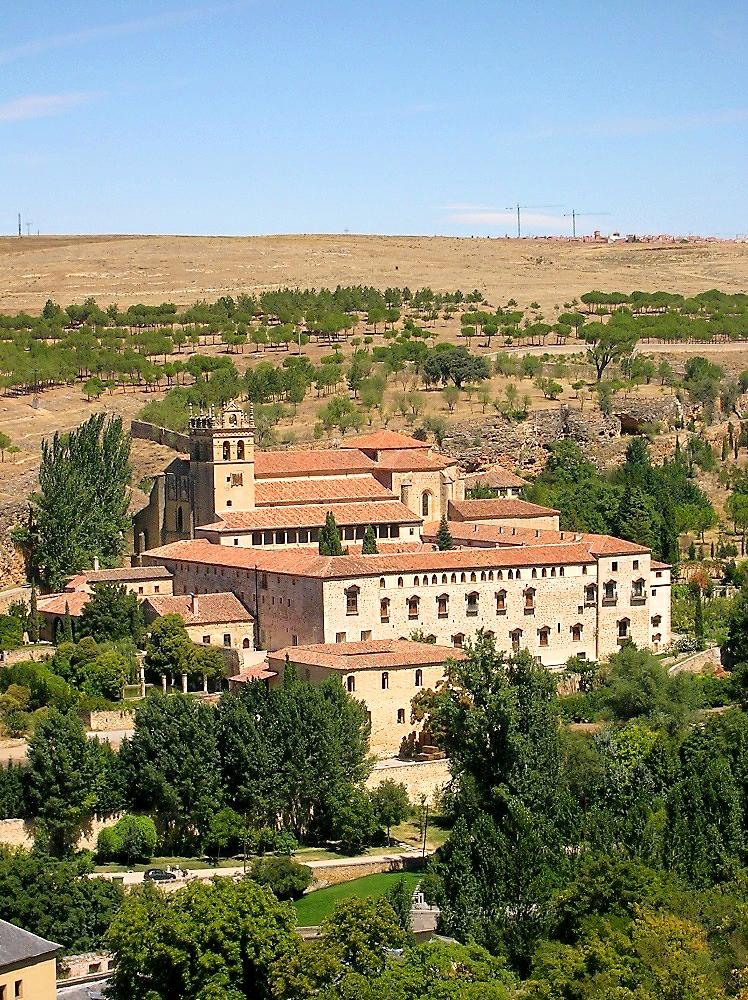
Moederklooster Santa Maria del Parral in Segovia
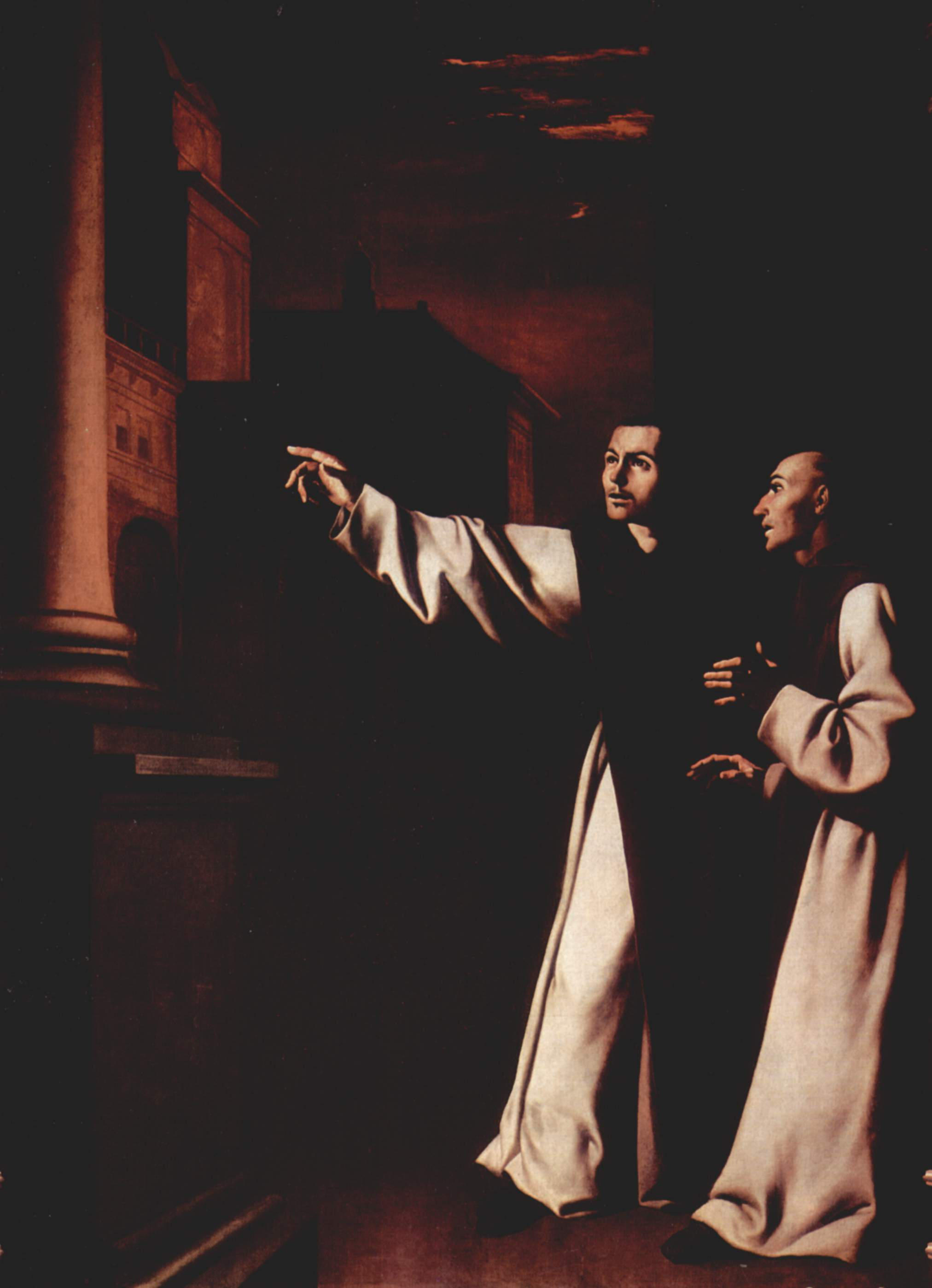
Twee hiëronymieten op een schilderij van Francisco de Zurbarán (1639)
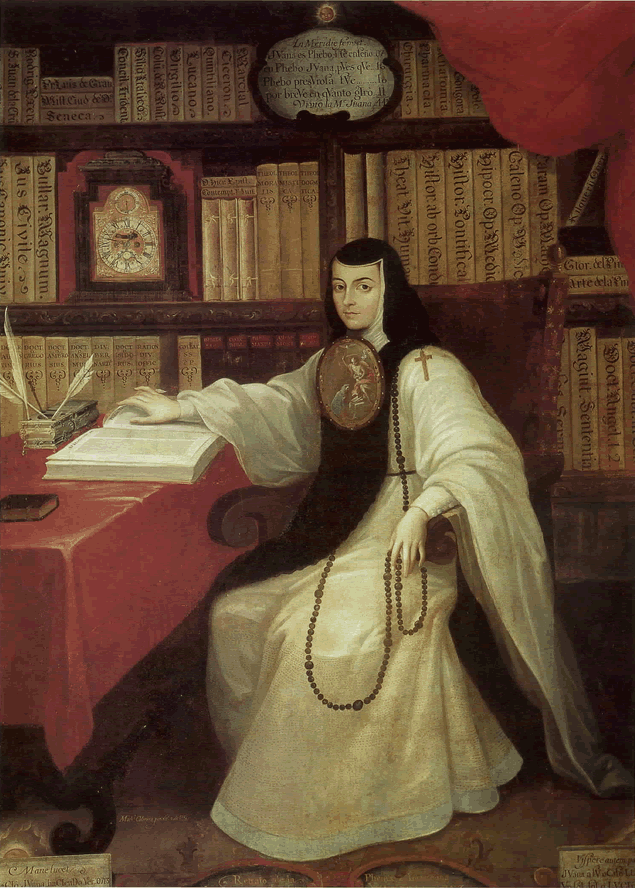
Een Mexicaanse hiëronymiete (Miguel Cabrera, ca. 1750)